# Padalec kolchidzki

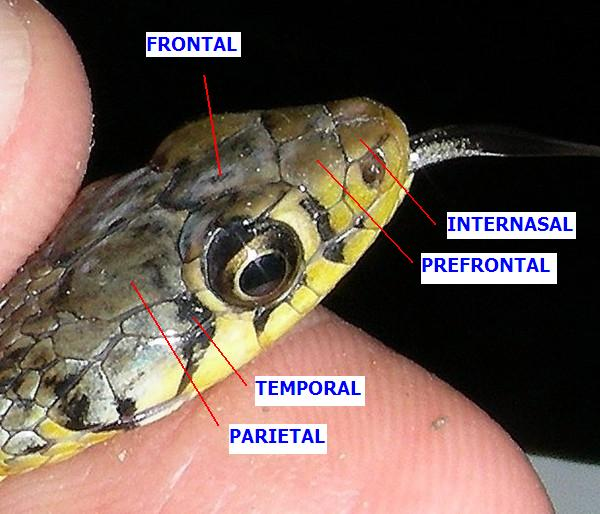
Tarczki przedczołowe (scuta praefrontalia) u zaskrońca indochińskiego. Tutaj stykają się krawędziami jak u padalca zwyczajnego. U padalca kolchidzkiego rozdziela je tarczka międzynozdrzowa (scutum internasale). U padalca jest pojedyncza, nie dwie jak na tym zdjęciu.

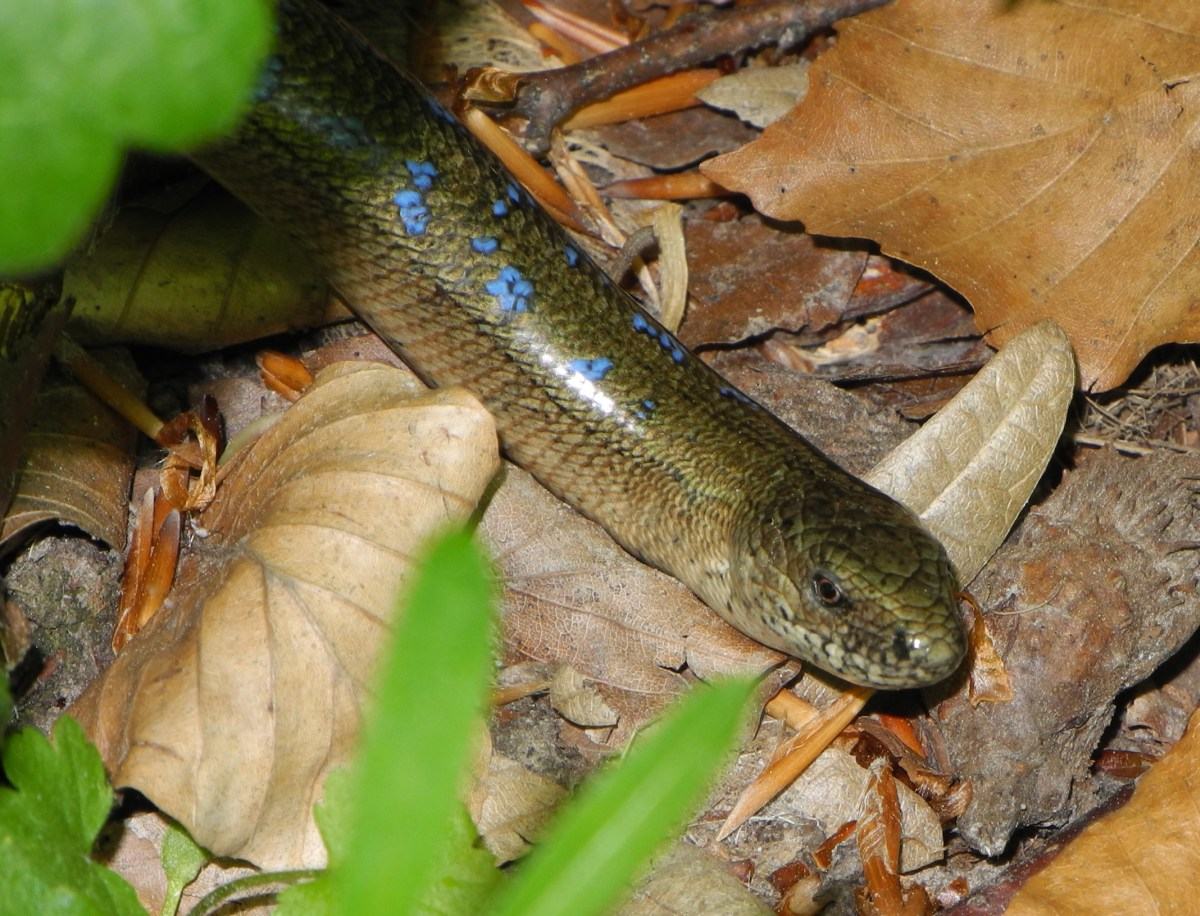
Padalec turkusowy mogący być padalcem kolchidzkim ze względu na oddzielone tarczki przedczołowe (sc. praefrontalia). Ojcowski Park Narodowy.

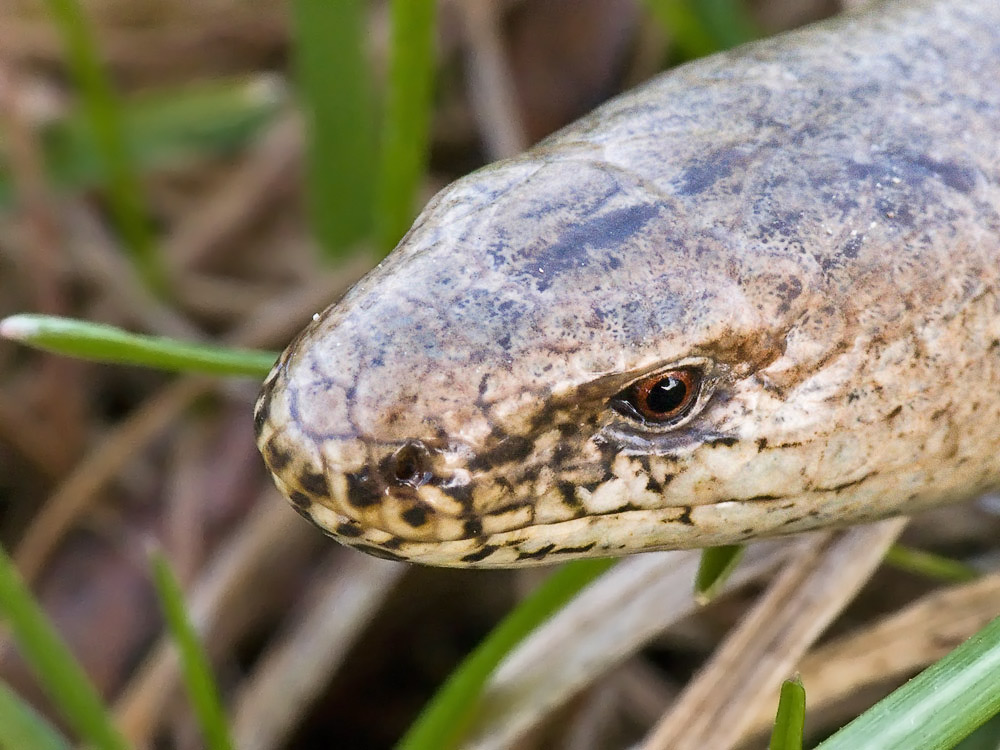
Padalec zwyczajny mający tarczki przedczołowe (sc. praefrontalia) stykające się krawędziam.

Padalec kolchidzki, padalec  wschodni (Anguis colchica) – gatunek beznogiej jaszczurki z rodziny padalcowatych, wydzielony w 2010 roku z padalca zwyczajnego.
Występuje od Europy Środkowej do Iranu oraz prawdopodobnie we wschodniej Skandynawii. Jego zasięg występowania w Polsce obejmuje przypuszczalnie południowo-wschodnią i wschodnią część kraju.

## Systematyka
Padalec zwyczajny Anguis fragilis (sensu lato) został podzielony w 2010 roku na 3 gatunki. Są to:
- Anguis fragilis (padalec zwyczajny, sensu stricto)
- Anguis colchica (padalec kolchidzki)
- Anguis graeca (padalec grecki)

Do takich wniosków doszedł zespół badaczy pracujących pod kierownictwem Václava Gvoždíka. Podstawą były wyniki analizy mitochondrialnego oraz jądrowego DNA.
W Polsce występują dwa pierwsze gatunki.
Z Czech i Węgier znane są mieszańce padalca zwyczajnego oraz kolchidzkiego.  

## Zasięg występowania
Padalec kolchidzki występuje od Czech i regionu Bałtyku w Europie Środkowej aż do Iranu oraz prawdopodobnie we wschodniej Skandynawii i na północno-wschodnich Bałkanach. Jego zasięg występowania w Polsce nie jest dokładnie zbadany. Przypuszczalnie obejmuje południowo-wschodnią i wschodnią część kraju.
Natomiast padalec zwyczajny (sensu stricto) zamieszkuje Europę Zachodnią i Środkową, północno-zachodnie Bałkany i prawdopodobnie zachodnią Skandynawię.

## Morfologia
Morfologia padalca kolchidzkiego jest niedostatecznie poznana. Różnice pomiędzy tym gatunkiem a padalcem zwyczajnym (sensu stricto) są zestawione w poniższej tabeli:
|                                   | padalec kolchidzki Anguis colchica                                               | padalec zwyczajny Anguis fragilis |
| --------------------------------- | -------------------------------------------------------------------------------- | --------------------------------- |
| tarcze przedczołowe               | oddzielone (pileus typu C), mogą stykać się narożami (B), rzadko krawędziami (A) | stykają się krawędziami (A)       |
| otwór słuchowy                    | wyraźny                                                                          | niewyraźny                        |
| liczba rzędów łusek na tułowiu    | 26–30                                                                            | 24–26                             |
| turkusowe plamki na grzbiecie,()  | częste u samców rzadkie u samic                                                  | rzadkie, tylko u samców           |
| niebieskie ubarwienie spodu ciała | samce                                                                            | samice                            |

Szczyt głowy lub też czaszkowa okolica głowy (jej powierzchnia grzbietowa) u jaszczurek czy węży jest określana terminem pileus.
Cechy morfologiczne odróżniające te gatunki odpowiadają z grubsza różnicom pomiędzy dawniej rozpoznawanymi formami fragilis i colchica.